# 중소기업단지
중소기업단지(中小企業團地)는 중소기업의 육성과 경쟁력을 복돋우기 위한 목적으로 공업단지를 조성해 판매 및 합리화 촉진을 도모하려는 것을 말한다. 최근 쓰이는 언어로 중소기업 진흥책의 한 가지이다.